# Juan Rodríguez de Fonseca
Juan Rodríguez de Fonseca (Toro, Zamora, 1451—Burgos, 1524), eclesiástico e político espanhol, colaborador dos Reis Católicos e primeiro organizador da política colonial castelhana nas Índias.

## A sua vida
Nascido em Toro (Zamora), pertencia a uma das famílias mais ilustres da Coroa de Castela, embora a sua linhagem procedesse de Portugal. Sobre a sua formação humanista e científica, que mais tarde demonstrou ao exercer os seus cargos, pouco é sabido, mas parece que estudou em Salamanca e teve contatos com o gramático Elio Antonio de Nebrija. Declarou-se, com a sua família, partidário da princesa Isabel (a futura rainha Isabel I) frente aos seguidores de Joana de Trastâmara. Após 1480, Rodríguez de Fonseca foi encomendado pela rainha Isabel I a um dos homens mais influentes e preparados da corte: o seu confessor Frei Hernando de Talavera, do que recebeu formação eclesiástica e política.
A partir de 1492, a sua carreira eclesiástica foi bem sucedida: capelão real; arcediago; cônego e deão da catedral de Sevilha; bispo de Badajoz (1494); de Córdova (1499) e de Palência (1505); arcebispo de Rossano (1511), no Reino de Nápoles; e bispo de Burgos (1514). Estes cargos refletem os seus grandes dotes pessoais e a confiança que depositaram nele os monarcas. Temporalmente, exerceu a diplomacia efetuando missões delicadas, como tratar os casamentos dos filhos dos Reis Católicos, Dom João e Dona Joana (que seria rainha como Joana I), com os herdeiros da Casa de Áustria ou Habsburgo, Margarita e Felipe (o futuro monarca Filipe I de Castela), bem como acompanhar a infanta Catarina de Aragão na sua viagem à Inglaterra (em 1501, com o objeto de celebrar o casamento desta com Artur, o herdeiro inglês, falecido ao ano seguinte).
Humanista e mecenas, foi generoso com as suas igrejas catedrais. Enquanto foi bispo de Palência, construiu o suntuoso coro-alto da catedral, no que foi situado um tríptico encarregado em Flandres e no que se encontra o retrato do próprio Fonseca. Também foi construída a escada para a cripta de Santo Antolim. Quando ocupou a sede episcopal burgalesa, levantou na catedral de Burgos a joia plateresca da porta da Pellejería e a luxuosa e famosa escada Dorada.

## Etapa nas Índias
A partir da primavera de 1493, em que se conheceu e celebrou o descobrimento da América, começou para ele a etapa da sua vida pela qual é mais conhecido: a relacionada às Índias, com o Novo Mundo. Com fama de eficaz e laborioso, Fonseca foi encarregado de organizar a segunda viagem colombina, que preparou em quatro meses. A 25 de setembro de 1493, o almirante Cristóvão Colombo zarpava de Cádis à frente de uma armada de 17 navios e cerca de 1200 tripulantes. Ao mesmo tempo, entre Colombo e Fonseca, dois personagens muito diferentes e com ideias contrapostas sobre o Novo Mundo, começavam as primeiras diferenças que cresceram com o passar do tempo. Na raiz desta rivalidade estava a forma de organizar as novas terras: enquanto para Colombo tudo tinha de passar  pelas suas mãos, numa espécie de monopólio compartilhado entre ele e a monarquia, Fonseca defendia o protagonismo único e direto dos reis espanhóis e da própria Espanha.
Entre 1496 e 1497, a rivalidade entre estas duas personagens tornou-se confronto aberto. Colombo esteve prestes a conseguir que os Reis Católicos destituíssem Fonseca à frente das armadas de Índias. Não o conseguiu, porque o seu substituto, Antônio de Torres, exigiu demais, mas desencadeou abertamente a hostilidade. Uma amostra desta situação foi a retesa e longa preparação da terceira viagem colombina (mais de um ano). Após 1500, com a queda do vice-rei e o seu insucesso colonizador, Fonseca e os seus homens de confiança, apoiados pelos reis, especialmente por Fernando II, influíram decisivamente em fatos como a liberdade de navegar sob exclusivo controle monárquico e sem intervenção colombina (1499), a criação da Casa de Contratação (1503), as juntas de navegantes de Toro (1505) e de Burgos (1508), a criação de governações à margem dos Colombo (Darién e Castela do Ouro), ou o debilitamento dos privilégios colombinos. Presidiu a Secretaria de Índias e, em 1523, o organismo que se tornaria ao ano seguinte no Conselho de Índias. Morreu em Burgos em 1524.